# Бонд (окръг, Илинойс)
Вижте пояснителната страница за други значения на Бонд.
Окръг Бонд (на английски: Bond County) е окръг в щата Илинойс, Съединени американски щати. Площта му е 992 km², а населението - 17 633 души (2000). Административен център е град Грийнвил.